# Щокін Іван Андрійович
Іван Андрійович Щокін — солдат Збройних сил України, що загинув у ході російського вторгнення в Україну у 2022 році, український спортсмен, який займався академічним веслуванням з 2011 по 2015 роки, був кандидатом у майстри спорту України та призером всеукраїнських змагань серед юнаків. Іван був вихованцем Херсонської школи академічного веслування.

## Нагороди
- орден «За мужність» III ступеня (2022, посмертно) — за особисту мужність і самовіддані дії, виявлені у захисті державного суверенітету та територіальної цілісності України, вірність військовій присязі, зразкове виконання службового обов'язку.